# Liste der Erzbischöfe von Durrës
Die folgenden Personen waren Bischöfe und – seit 2005 – Erzbischöfe des Erzbistums Durrës (Albanien):
- Astios (2. Jahrhundert)
- Eucarius (erwähnt 431)
- Lucas (erwähnt 449 und 451)
- ? (erwähnt 519)
- Marianus (erwähnt ca. 553)
- Urbicius (erwähnt 598)
- Sisinnius (erwähnt 692)
- Niceforus (erwähnt 787)
- Antonius (erwähnt 810)
- Lucianus (erwähnt 879)
- ? (erwähnt ca. 1033)
- Lorenz (1040–ca. 1053)
- Manfred (ca. 1210)
- A. (2. August 1211–?)
- Antonius (1296–1301)
- Peter (1303–1304)
- Matteo (1320–1334)
- Pietro da Geronsa, O.F.M. (1340–?)
- Angelo, O.F.M. (1344–?)
- Antonio da Alessandria, O.F.M. (1349–?)
- Demetrius (1363–?)
- Johannes (1388–?)
- Stefano da Napoli, O.Carm. (1394–?)
- Giovanni Panella (1395–1399), danach Bischof von Capaccio
- Leonardo Piermicheli (1399–?)
- Minore (1403–?)
- Giovanni di Durazzo, O.P. (1412–1421 oder 1422)
- Nicola di Cosma, O.F.M. (1422–?)
- Giovanni de Monte (1429–1441)
- Giacomo da Cortino (1457–?)
- Stefano Birello, O.S.M. (1458–1459)
- Pal Engjëlli (1460–?)
- Nicola Barbuti, O.P. (1469–?)
- Marco Cattaneo (1474–1487)
- Martino Firmani (1492–1499)
- Francesco Quirini (1499–1505)
- Nicola Foresio, O.E.S.A. (1505–1510)
- Gabriele Foschi, O.E.S.A. (1511–1534)
- Giorgio Stemagu (1535–ca. 1540)
- Ludovico Bianchi, O.F.M.Conv. (1540–?)
- Decio Carafa (ca. 1608–1613), danach Erzbischof von Neapel
- Antonio Provana (1622–1632), danach Erzbischof von Turin
- Girolamo Greco (1634–?)
- Marco Scura, O.F.M. (1640–1656)
- Nicola Carpegna (1657–?)
- Gerardus Galata (1670–1696)
- Petrus Zumia (1700–1720)
- Petrus Scurra (1720–1737)
- Giovanni Galata (1739–1752)
- Nicolò Angelo Radovani (1752–1774)
- Tommaso Mariagni (1774–?)
- Giuseppe Angeluni (1795–?)
- Paolo Galata (1808–1836)
- Nicola Bianchi (1838–1843)
- Giorgio Labella, O.F.M. (1844–?)
- Raffaele d’Ambrosio OFM (1847–1893)
- Primo Bianchi (1893–1922)
- Francesco Melchiori OFM (1922–1928)
- Pjetër Gjura (1929–1939)
- Vinçenc Kolë Prennushi OFM (1940–1949)
- Nikollë Troshani, Apostolischer Administrator (1958–1992)
- Rrok Kola Mirdita (1992–2015)
- George Anthony Frendo OP (2016–2021)
- Arjan Dodaj (seit 2021)

## Quelle
- Pius Bonifacius Gams, Series episcoporum Ecclesiae Catholicae, Leipzig 1931, S. 407–408.
- Konrad Eubel, Hierarchia Catholica Medii Aevi, vol. 1, pp. 232–233, 466; vol. 2, p. 148; vol. 3, S. 189; vol. 4, S. 179; vol. 5, p. 190; vol. 6, S. 203.